# Sistema de escrita

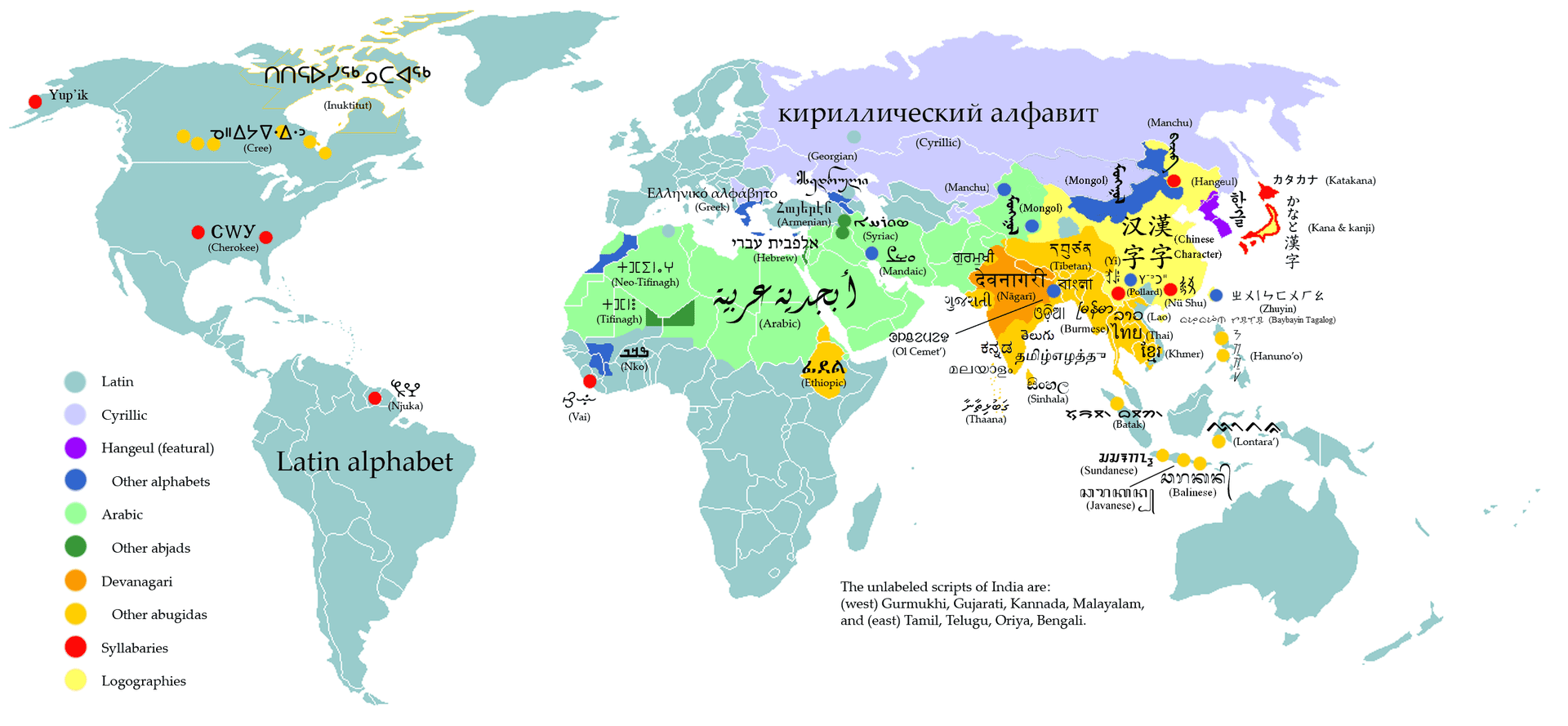
Sistemas de escrita em uso no mundo
Latino (alfabético)
Cirílico (alfabético)
Hangul (alfabético trácico)
Outros alfabetos
Árabe (abjad)
Outros abjads
Devanagari (abugida)
Outros abugidas
Silabários
Caracteres chineses (logográfico)

Um sistema de escrita, ou simplesmente uma escrita, é um tipo de comunicação por símbolos (chamados caracteres ou grafemas) usado para registrar visualmente uma língua falada, com o propósito de comunicação. 

## Classificação
A maioria dos sistemas de escrita pode ser classificada nas seguintes categorias: 
- sistemas logográficos, em que os grafemas são logogramas (ideogramas ou pictogramas) que denotam palavras ou conceitos;
- sistemas silábicos ou silabários, em que os grafemas representam sílabas;
- abugidas, em que os grafemas principais representam consoantes à qual está associada uma vogal inerente, e a mudança ou ausência de vogal é representada por diacríticos;
- abjads, em que os grafemas principais representam consoantes, e as vogais são representadas por diacríticos;
- sistemas alfabéticos ou alfabetos, em que os grafemas representam consoantes ou vogais;
- sistemas mistos, que combinam elementos das categorias anteriores.
- sistema cuneiforme: escrita de 4000 a.C, era composta por símbolos, quem a criou foram os sumérios.

## Propriedades gerais
Os sistemas de escrita distinguem-se de outros possíveis sistemas simbólicos de comunicação 
pelo fato de que normalmente devemos entender alguma coisa da língua falada em questão para poder ler e compreender o texto com sucesso. Contrapõem-se a isso outros sistemas simbólicos como sinais de informação, pintura, mapas, e fórmulas matemáticas, que não necessariamente exigem conhecimento prévio de uma dada língua para permitir extrair deles o significado associado.
Toda comunidade humana possui uma língua falada, uma característica considerada por muitos como inata e condição definidora da espécie humana. Contudo, o desenvolvimento e adoção dos sistemas escritos têm ocorrido de forma aleatória. Uma vez estabelecidos, porém, os sistemas escritos como um todo são modificados muito mais lentamente ao longo do tempo do que a língua falada que lhe corresponde, e frequentemente preservam dispositivos e expressões que não mais são correntes no discurso da comunidade linguística. O grande benefício conferido pelos sistemas escritos é sua habilidade de manter um registro persistente da informação expressa em algumas línguas, a qual pode ser recuperada independentemente do ato inicial de formulação.
Todos os sistemas de escritas requerem:
- um conjunto de elementos básicos definidos ou símbolos (caracteres ou grafemas);
- um conjunto de regras e convenções entendidas e partilhadas pela comunidade, a qual arbitrariamente designa significados para os elementos básicos, seu ordenamento e relações um com os outros;
- uma linguagem (geralmente uma língua falada) cujas construções estão representadas e aptas a serem recuperadas pela interpretação desses elementos e regras;
- alguns meios físicos de representar distintamente seus símbolos pela aplicação a um meio permanente ou semipermanente, de tal forma que eles possam ser interpretados (normalmente de forma visual, mas sistemas tácteis também têm sido criados).

## Terminologia básica
O termo genérico texto pode ser usado para referir-se a qualquer instância produzida no uso de um sistema de escrita. O ato de compor um texto pode ser referido como escrita, e o ato de interpretar o texto como leitura. Ortografia é o estudo dos sistemas de escrita, suas regras e relacionamentos, e também serve como um termo para descrever o conjunto de elementos e regras em si mesmos. 
A palavra genérica para símbolos em um sistema de escrita é um grafema, enquanto que um glifo é uma representação gráfica de um grafema. Os glifos da maioria dos sistemas de escritas são constituídos de linhas (ou toques) e são por isso chamados lineares, mas existem glifos em sistemas de escrita não linear feitos de outros tipos de marcações. 
Os sistemas de escrita são sistemas conceituais, como são as línguas faladas às quais eles correspondem. Os sistemas de escrita podem ser considerados como completos quando são capazes de representar toda a extensão dos significados expressos pela língua falada.

## História dos sistemas de escrita

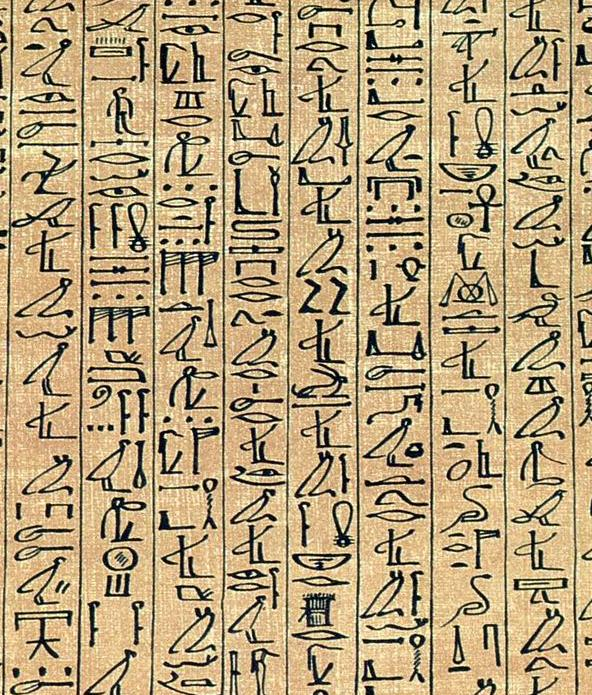
Escrita hieroglífica cursiva do Antigo Egito.

Os sistemas de escrita foram precedidos pela protoescrita, sistemas ideográficos ou símbolos mnemônicos. Os exemplos mais conhecidos são: 
- Escrita jiahu, símbolos grafados em cascos de tartaruga encontrados em Jiahu, cerca de 6600 a.C.;
- Escrita vinča (tabletes de Tărtăria), cerca de 4500 a.C.;
- Antiga escrita índica, cerca de 3500 a.C.

A invenção dos primeiros sistemas de escrita é contemporânea ao início da Idade do Bronze, no Neolítico tardio, 4000 a.C. A antiga escrita cuneiforme suméria e os hieróglifos egípcios são geralmente considerados as primeiras formas de escrita, ambas evoluções de protoescritas de 3400–3200 a.C., com os textos coerentes mais antigos datando de 2600 a.C.
A escrita chinesa provavelmente se desenvolveu independente das escritas do Oriente Médio por volta de 1600 a.C.
Os sistemas de escrita mesoamericanos pré-colombianos  (incluindo entre outros o olmeca e as escritas maias) tiveram origens independentes. 
Considera-se que as primeiras escritas verdadeiramente alfabéticas apareceram por volta de 2000 a.C., como uma representação da língua desenvolvida para escravos semíticos no Egito pelos egípcios.  A maioria dos outros alfabetos no mundo existentes hoje descendem dessa inovação, seja via alfabeto fenício ou inspirados no design semítico. 

## Sistemas de escrita Logográfica

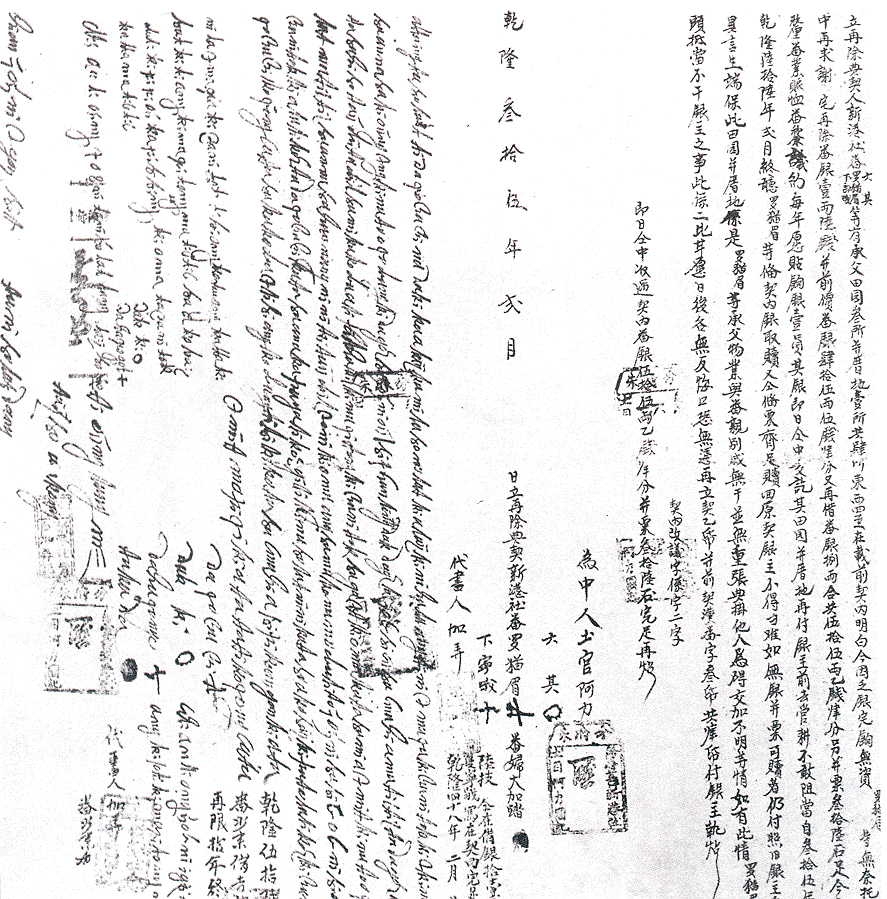
Sistema de escrita Xingang dos aborígenes das Planícies de Siraya em Sinkang, Ilha Formosa (extinto, século XVII – XIX).

Um logograma é um caráter escrito simples que representa uma palavra gramatical completa. A maioria dos caracteres chineses são classificados como logogramas.
Uma vez que cada caráter representa uma única palavra (ou, mais precisamente, um morfema), são necessários muitos logogramas para que se possam escrever todas as palavras de uma língua desse tipo. O grande número de logogramas e a necessidade implícita de memorização de seu significado são as maiores desvantagens dos sistemas logográficos em relação aos alfabéticos. Entretanto, como o significado é associado ao símbolo, o mesmo sistema logográfico pode, em teoria, ser utilizado para representar línguas diferentes. Na prática, isso só se aplica a línguas estreitamente relacionadas entre si, como é o caso dos dialetos de chinês, já que as restrições sintáticas reduzem a portabilidade de um dado sistema logográfico. Tanto a coreano como a japonês usam logogramas chineses em seus sistemas de escrita, e muitos desses símbolos veiculam o mesmo significado nessas diferentes línguas. Contudo, eles são distintos do chinês - o bastante para que um texto em chinês não seja facilmente compreendido por um leitor japonês ou coreano.
Enquanto a maioria das línguas não utiliza sistemas completamente logográficos de escrita, muitas outras usam alguns logogramas. Bons exemplos de logogramas ocidentais modernos são os algarismos arábicos; quem faz uso do símbolo 1 compreende seu significado, independente de referir-se a ele como one, eins, uno, or ichi. Outros logogramas incluem o E comercial &, usado para e, e a @, usado, em muitos contextos, como a ou em.
Os logogramas são, por vezes, chamados ideogramas, palavra que se refere a símbolos que representam graficamente ideias abstratas; entretanto, os linguistas evitam esse uso, uma vez que os caracteres chineses são frequentemente compostos semântico-fonéticos, símbolos que incluem um elemento que responde pelo significado e outro que indica a pronúncia.  Alguns não linguistas distinguem entre a lexigrafia e a ideografia, em que os símbolos lexicográficos representam palavras, e os ideográficos representam palavras ou morfemas.
O sistema logográfico de escrita mais importante (e, em boa medida, o único sobrevivente dessa categoria) é o chinês, cujos caracteres são usados, com diversos graus de modificação, em chinês, em japonês, em coreano, em vietnamita e em outras línguas asiáticas. Os hieróglifos do Egípcio Antigo e a escrita maia também são sistemas logográficos, apesar de terem caído em desuso. 

## Sistemas silábicos de escrita
Da mesma forma que os sistemas logográficos de escrita usam um único símbolo para uma palavra completa, um silabário é um conjunto de símbolos escritos que representam (ou se aproximam da representação de) sílabas, que, por sua vez, constituem palavra. Tipicamente, um símbolo de um silabário representa um som consonantal seguido de um som vocálico, ou apenas uma vogal isolada. Num silabário verdadeiro, não há similaridade gráfica sistemática entre caracteres foneticamente relacionados (apesar de alguns apresentarem similaridades gráficas entre as vogais). Em outras palavras, os caracteres para "ke", "ka", e "ko" não têm semelhança que indique sua base comum "k". Compare-se esse aspecto com um abugida, em que cada grafema representa uma sílaba, mas os caracteres que representam sons relacionados são graficamente semelhantes (tipicamente, faz-se acompanhar uma base consonantal comum de complementos que indicam a vogal da sílaba).
Silabários são mais apropriados às linguagens com estrutura silábica relativamente simples, como o japonês. A língua portuguesa, por outro lado, permite estruturas silábicas complexas, com um inventário relativamente grande de vogais e encontros consonantais complexos, tornando inapropriado escrever palavras portuguesas com um silabário. Para escrever em Português usando um silabário, toda sílaba possível em Português haveria de ter um símbolo separado, e enquanto o número de possíveis sílabas em Japonês é não mais de uma centena, em Português há alguns milhares.
Outras linguagens as quais usam escrita silábica incluem grego micênico (Escrita linear B) e linguagens nativas americanas tais como a língua cherokee. Muitas linguagens do Antigo Oriente usaram formas de escrita cuneiforme, a qual é um silabário com alguns elementos não silábicos. 

## Alfabeto
Um alfabeto é caracterizado por um pequeno inventário de letras --símbolos básicos de escrita—cada um dos quais representando um fonema da língua falada. A palavra alfabeto é derivada dos nomes alfa e beta, as duas primeiras letras do alfabeto grego. 
Em um alfabeto fonológico perfeito, os fonemas e letras seriam correspondentes em duas direções: um escritor poderia predizer a pronúncia da palavra de acordo com a escrita, e um falante poderia predizer a escrita da palavra de acordo com a pronúncia. Cada língua possui regras gerais que governam a associação entre letras e fonemas, mas, dependendo da língua, tais regras podem ou não serem consistentemente seguidas. 
Alfabetos perfeitamente fonológicos são de fácil aprendizado e uso, e as línguas que o têm (por exemplo, o finlandês) possuem muito menos barreiras à alfabetização que línguas como o inglês, que possui um sistema muito complexo e irregular. Como as línguas geralmente se desenvolvem independente de seus sistemas de escrita, e na maioria das vezes os sistemas de escrita foram emprestados de línguas com estruturas bastante diferentes, o grau em que as letras de um alfabeto correspondem aos fonemas variam grandemente de uma língua a outra ou mesmo dentro de uma mesma língua. Atualmente, os linguistas têm inventado sistemas de escrita para línguas orais, a meta geralmente tem sido produzir alfabetos perfeitamente fonológicos. 

### Abjad
O primeiro tipo de alfabeto a ser desenvolvido foi o abjad. Um abjad é um sistema de escrita alfabético onde há um símbolo por consoante. Os abjads diferem dos alfabetos regulares no fato de estes possuírem caracteres apenas para sons consonantais. Vogais geralmente não são marcadas em um abjad. 
Todos os abjads conhecidos (exceto talvez o tifinague) pertencem à família de escritas semíticas, e derivam do abjad linear setentrional. A razão para isso é que as línguas semíticas e as correlatas línguas berberes possuem uma morfologia que torna a denotação das vogais redundante na maioria dos casos.
Alguns abjads (como o árabe e o hebraico) possuem marcações para vogais, mas apenas as usam em contextos especiais, como no ensino. Muitas escritas derivadas dos abjads estenderam seus inventários adicionando vogais, tornando-se assim alfabetos completos; o caso mais famoso é o do alfabeto grego, derivado do abjad fenício. Isso ocorreu na maioria das vezes em que um abjad foi adotado por uma língua não semítica. 
O termo abjad provém da antiga ordem das consoantes do alfabeto árabe; alif, bá, jim, dál, essa palavra pode ter suas raízes no fenício ou ugarítico.
Abjad é também a palavra para alfabeto em árabe e indonésio.

### Abugida
Um abugida é um sistema de escrita alfabético cujos símbolos básicos denotam consoantes com uma vogal inerente, onde modificações consistentes de um símbolo básico indicam outras vogais além da inerente. 
Assim, em um abugida não há nenhum símbolo para "k", mas sim um para "ka" (se "a" for a vogal inerente), e "ke" é escrito modificando o símbolo de "ka" de tal maneira como alguém modificasse "la" para se tornar "le". Em muitos abugidas a modificação é a adição de um símbolo vocálico mas outras possibilidades são imagináveis (e usadas), tais como a rotação de um símbolo básico, adição de diacríticos e assim por diante.
O contraste óbvio é com os silabários, que possuem um símbolo distinto para cada sílaba possível, e os símbolos para cada sílaba não possuem nenhuma similaridade gráfica sistemática. A similaridade gráfica com os silabários vêm do fato da maioria dos abugidas serem derivados dos abjads, as consoantes formarem símbolos com a vogal inerente, sendo os símbolos vocálicos marcações adicionadas dentro do símbolo básico.
A escrita etíope é um abugida, apesar de as modificações nesse sistema não serem inteiramente sistemáticas. Os silabários canadenses pode ser considerados abugidas, apesar de serem raramente tidos como tais. O maior grupo de abugidas é a família brâmica de escritas, que inclui quase todos os sistemas de escrita usados na Índia e no Sudeste Asiático.
O nome abugida é derivado dos quatro primeiros caracteres da escrita etiópica, tal como é usada em alguns contextos religiosos. Esse termo foi cunhado por Peter T. Daniels.

## Sistemas de escrita trácicos
Em uma escrita trácica, cada parte de cada símbolo representa um traço fonético. Isto é, sons relacionados possuem símbolos relacionados, e diferentes traços fonéticos, como articulação ou expressão, serão representados da mesma maneira para diferentes sons. O sistema de escrita trácico mais proeminente é o hangul, usado para se escrever o coreano, que também incorpora aspectos de sistemas logográficos e alfabetos, em adição aos traços.  
Há ainda sistemas para registrar línguas de sinais, como SignWriting, onde os símbolos se posicionam de acordo com os traços particulares dos traços, muitas vezes lembrando aqueles sinais aos quais representam.

## Taxonomia de sistema de escrita
| Tipo do sistema de escrita | O que cada símbolo representa | Exemplo                                                         |
| -------------------------- | ----------------------------- | --------------------------------------------------------------- |
| Logográfico                | morfema                       | 漢字 (Hanzi; Chinês)                                            |
| Silábico                   | sílaba                        | カタカナ / ひらがな (Katakana / Hiragana; Silabários Japoneses) |
| Abjad                      | consoante                     | العربية (Árabe) / עברית (Hebraico)                              |
| Abugida                    | consoante+vogal, vogal        | देवनागरी (Devanagari; usado na Índia)                              |
| Alfabético                 | fonema                        | Latino / Кирилица (Círilico) / ελληνικό (Grego)                 |
| Trácico                    | traço fonético                | 한글 (Hangul; Coreano)                                          |

## Direcionalidade

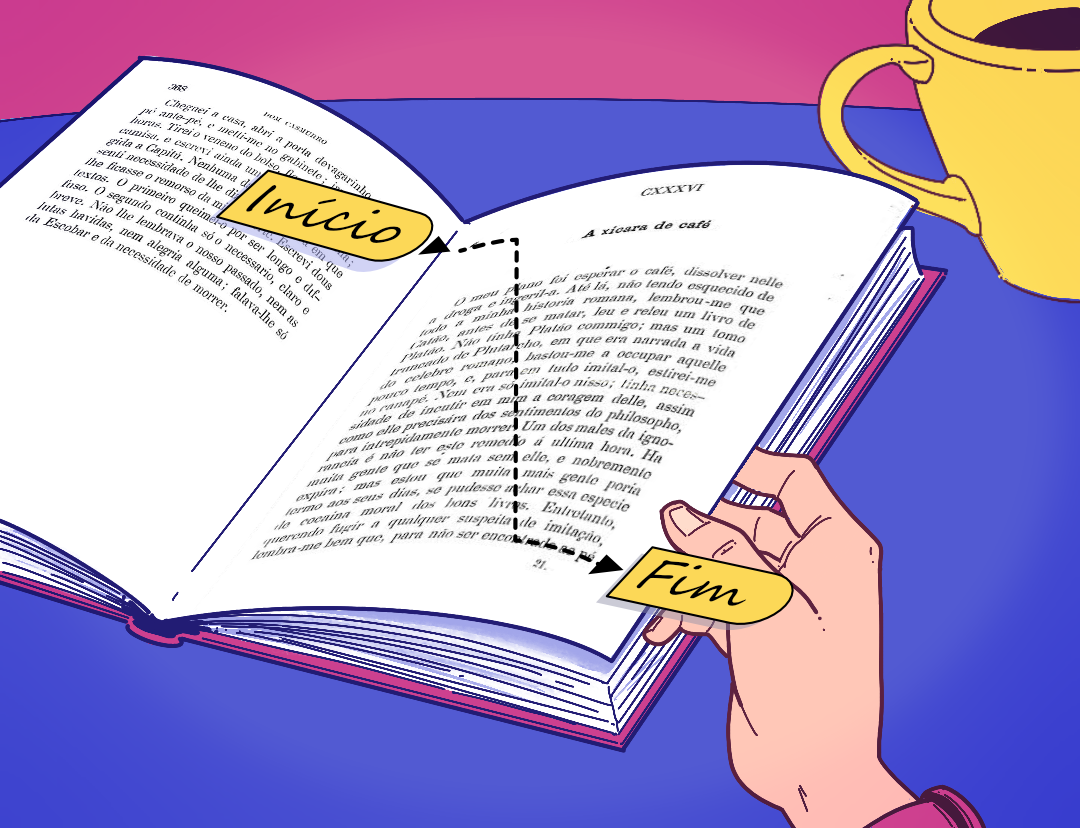
A escrita ocidental possui direcionalidade da esquerda para direita e de cima para baixo.

Diferentes escritas são escritas em diferentes direções.  Os alfabetos primitivos podiam ser escritos em qualquer direção: tanto horizontal (esquerda para direita ou direita para a esquerda) ou vertical (para cima ou para baixo). Podia ser escrito também em «boustrophedon»: começando horizontalmente em uma direção, então tornando ao final da linha e revertendo a direção.
O alfabeto grego e seus sucessores convencionaram um padrão da esquerda para direita, desde o topo até o baixo da página. Outras, tal como o árabe, veio a ser escrito da direita para a esquerda. Muitas escritas do Oriente Asiático, tal como a chinesa e a japonesa, são escritas de cima a baixo, da direita a esquerda da página.